# Церква всіх Святих (Близне)
Церква всіх Святих — дерев'яна готична церква в селі Близне, збудована до 1470 року.
Костел у Близне є одним із найцінніших об'єктів дерев'яної культової архітектури в Польщі, оскільки одна з найцінніших дерев'яних церков розташована на шляху дерев'яної архітектури Підкарпатського воєводства (траса І — Коросно — Березів).
У 2003 році він був включений до списку Світової спадщини ЮНЕСКО.

## Історія
На пагорбі в оточенні вікових дерев розташований унікальний комплекс церкви та парафії. Дерев'яна парафіяльна церква св. Оборонна споруда всіх Святих у готичному стилі, ймовірно, була побудована до 1470 року, оскільки найдавніша достовірна згадка про її існування походить із 1470 року. У 1549 році стіни костелу були оздоблені багатою орнаментально-фігуральною поліхромією. Наступні шари поліхромії були застосовані в 1649 і близько 1700 років у стилях, характерних для окремих періодів. 1 половина 17 століття до церкви прибудували вежу. Капітальна реконструкція будівлі була проведена в 1811 році. Нартекс, що оточував храм, було зруйновано, зовнішні стіни обшито ґонтом, а до нави прибудовано притвор. Наприкінці ХІХ століття існуючу поліхромію зафарбували. У 1964—1974 роках будівлю було капітально відреставровано. У 1992–96 рр. проведено консервацію вівтарів і дерев'яної купелі, у 2000—2001 рр. — поліхромії. У 2006 році замінено ґонт, їх загальна площа становить 1,5 га.

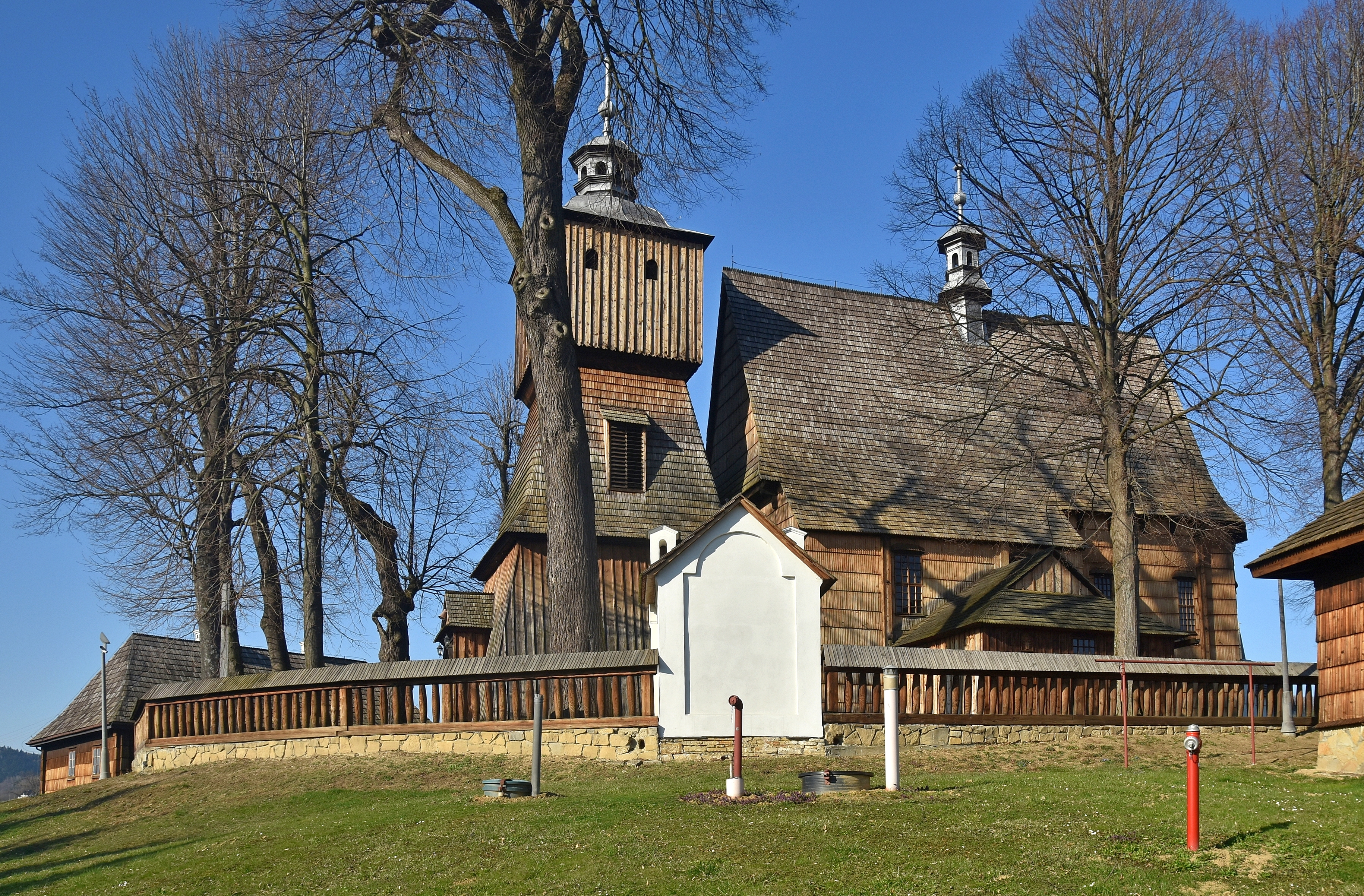
Вид із півдня
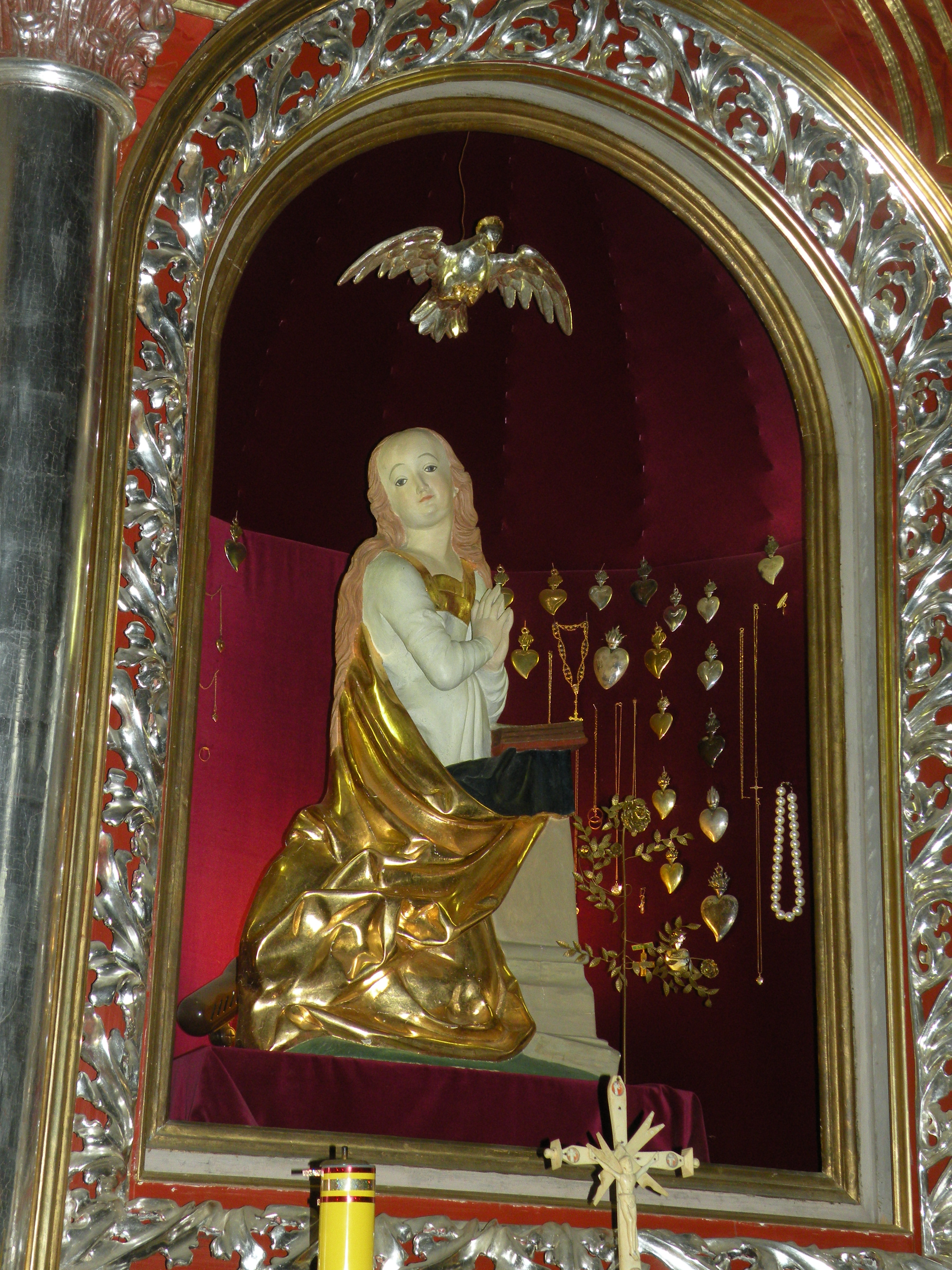
Статуя Богоматері, яка славиться граціями
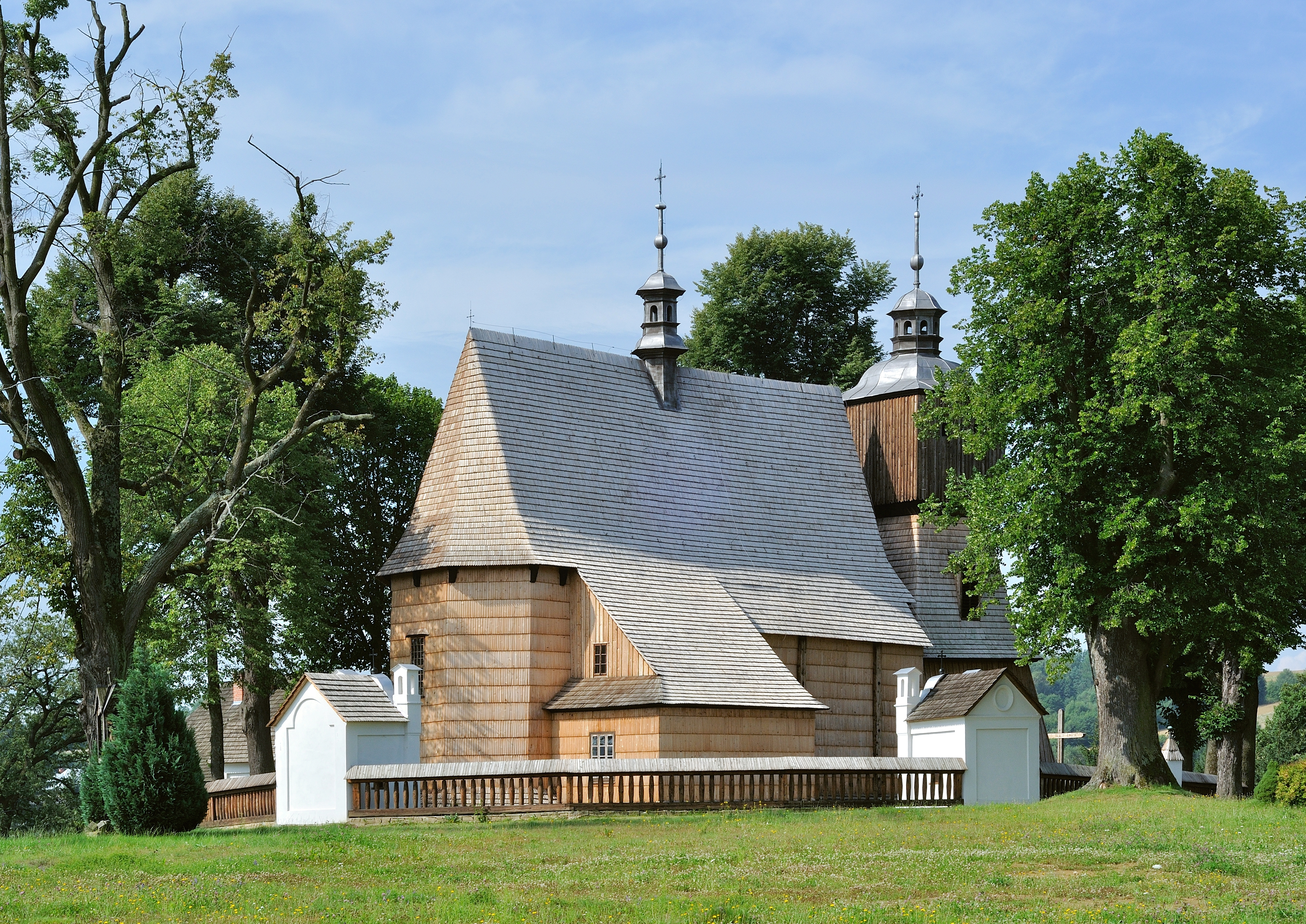
Підйом збоку

## Архітектура та оздоблення
Церква побудована з ялицевих колод, на кам'яному фундаменті. Спочатку він використовував систему ферми-замка-засувки, типову для середньовічної столярної справи в Малопольщі. Це орієнтована будівля, що складається з однопросторної нави квадратного плану та вужчого тристороннього прямокутного приділу. Із заходу до нави примикає вежа-зруб із похилими стінами та декорованим вирізним мереживом навісною ізбицею, увінчана сферичним куполом із ліхтариком. З півночі до пресбітерію примикає ризниця, а з півдня до нави — притвор.
Усередині плоска стеля, у наві вигнуті. Інтер'єр прикрашає цінний комплекс настінних розписів. Це виявлені фрагменти поліхромії 1549, 1649 та 1700 років. Картини були збережені у 2000—2001 роках Барбарою Чайковською-Палусінською, Лехом Кітлінським та Славоміром Степеньєм.
Церковний інвентар становить:
- головний вівтар 1700 р. з розписом поклоніння Діві Марії середини XVII ст.,
- два пізньобарокові бічні вівтарі XVII ст. (лівий зі скульптурою Мадонни 1515–20 рр. — залишки пізньоготичного триптиха),
- кафедра пізнього ренесансу 1604 р.,
- дерев'яна купіль із I пол. 18 століття,
- балка вівтаря з бароковою пасіонарною групою[3][4].

Інтер'єр освітлюється вікнами, розташованими лише з південного боку. У пресвітерії вони мають форму спини осла, характерну для стилю пізньої готики.

## Околиці
Територія церкви оточена дерев'яною огорожею з мурованими каплицями ХІХ ст. Поряд із ним розташований комплекс дерев'яних будівель парафіяльного будинку: будинок священника до 1699 року, який є парафіяльним музеєм, складське приміщення та будинок органу.

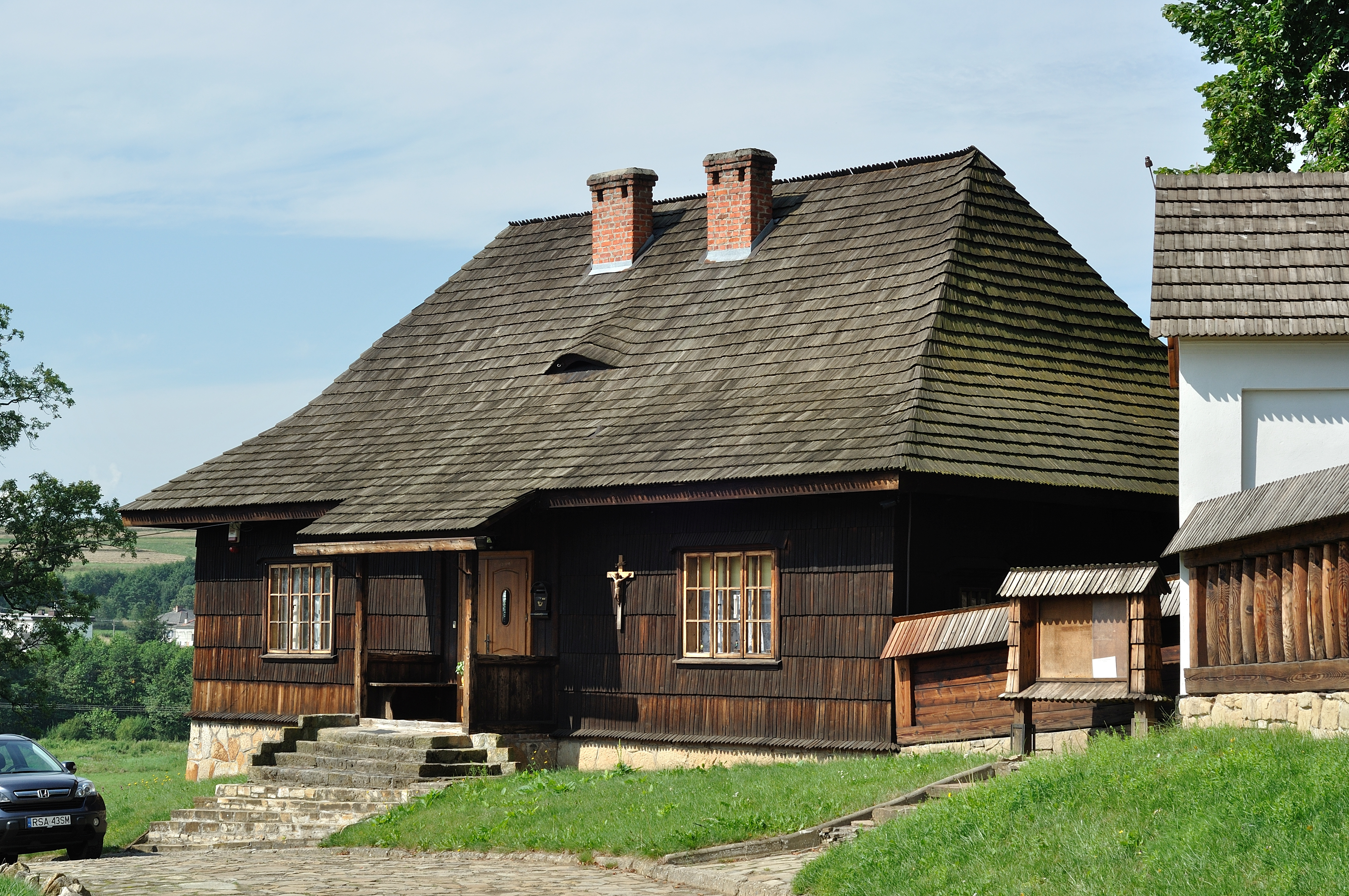
Пресвітерій
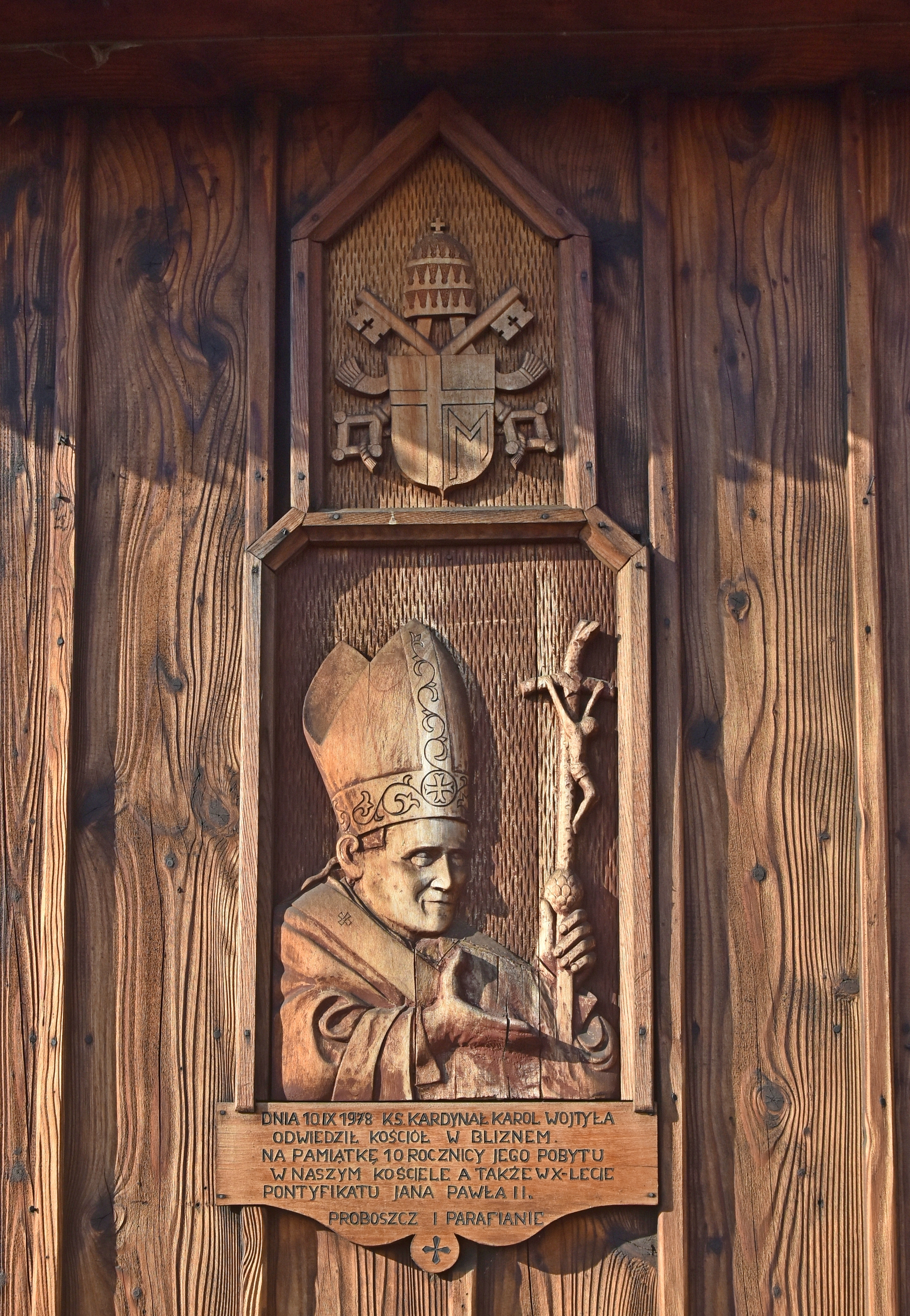
Табличка на згадку про відвідини костелу Каролем Войтилою
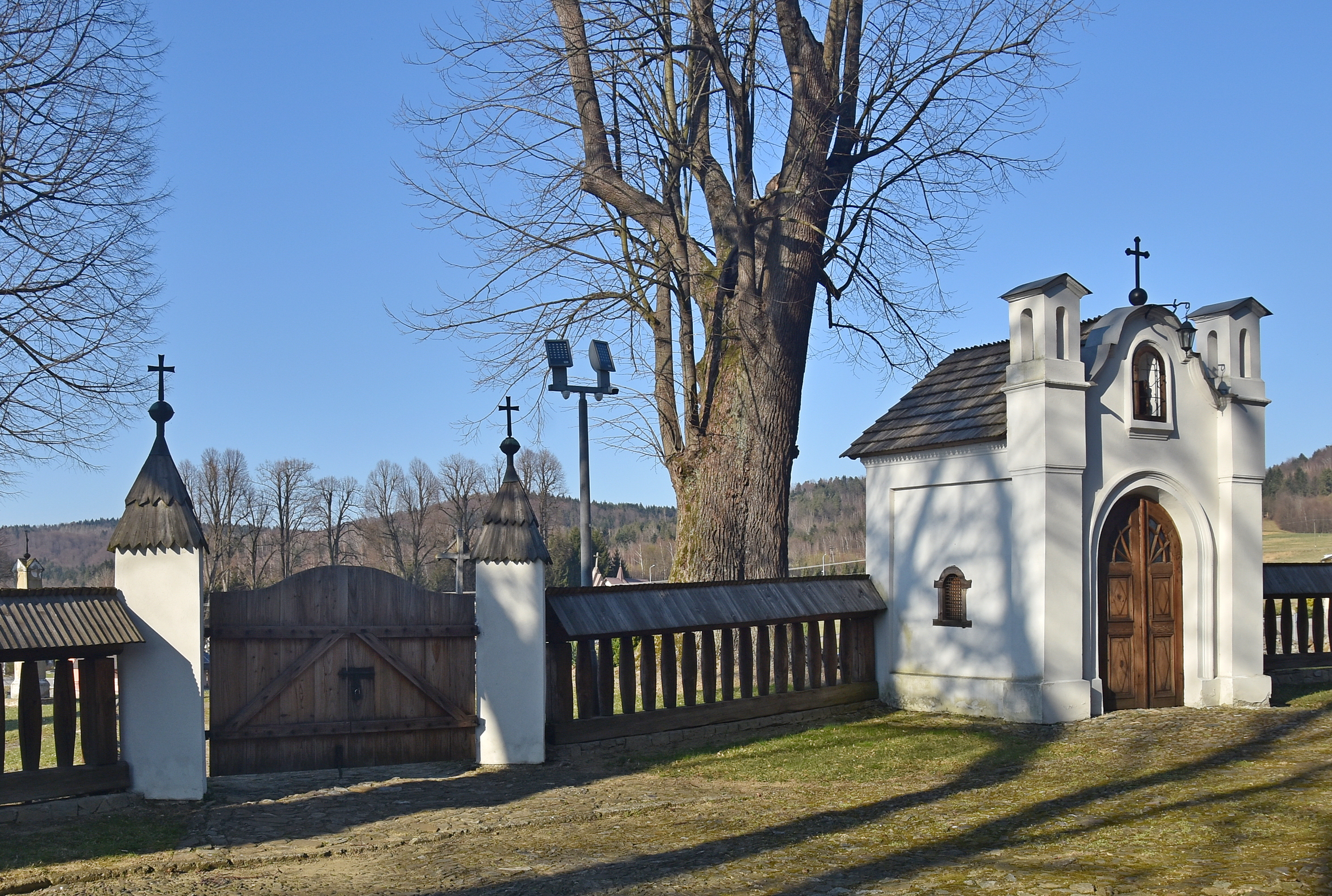
Капличка в огорожі

У 2003 році вся споруда разом із костелом у Хачуві та чотирма іншими дерев'яними церквами в Малопольщі була включена до Списку світової спадщини ЮНЕСКО.
Обґрунтування внесення до Списку світової спадщини ЮНЕСКО — чудово збережена архітектурна субстанція, надзвичайно багате рухоме обладнання, унікальний набір настінних розписів виняткової художньої цінності та унікальне оточення — включаючи: Ансамбль 19 ст. будівлі парафії.

## Культ Богородиці
Костел є місцевим культовим осередком завдяки статуї Благодатної Богоматері (Пресвятої Богородиці зі сцени Благовіщення), розташованій у бічному вівтарі, оточеному поклонінням вірних.

## Виноски
1. ↑  Реєстр пам'яток
2. ↑  Wooden Churches of Southern Małopolska (англ.). Процитовано 23 квітня 2014.
3. 1 2 3 4 5 6  Krzysztof Zieliński: Leksykon drewnianej architektury sakralnej województwa podkarpackiego. PRO CARPATHIA, Rzeszów 2015, ss. 21-23. ISBN 978-83-61577-68-3.
4. 1 2 3 4  Magdalena i Artur Michniewscy, Marta Duda: Kościoły drewniane Karpat i Podkarpacia. Wydawnictwo Rewasz, Pruszków 2001, ss. 176, 177. ISBN 83-85557-88-1.
5. Шаблон:Zabytek